# Laminina
La laminina és una glicoproteïna que forma part de la làmina basal associada a altres proteïnes com el col·lagen, entactina, proteoglicans i fibronectina. Té una longitud de 120 nm, i travessa tota les capes de la làmina basal. La seva funció seria la d'ancorar les cèl·lules epitelials a la làmina densa doncs té llocs d'unió per a molècules d'integrines de la membrana cel·lular de la base cel·lular.

## Laminina I
La laminina I és una gran complex proteic flexible format per tres llargues cadenes polipeptídiques (α, β, γ) disposades en forma de creu i unides mitjançant ponts disulfur. Cadascuna de les cadenes polipeptídiques aquesta constituïda per més de 1500 aminoàcids; s'han identificat 5 tipus de cadenes α, 3 de tipus β i 3 tipus de cadena γ, les quals poden associar-se formant 45 isoformes diferents de laminina; algunes d'elles han estat caracteritzades i presenten una distribució tissular característica.
La laminina-I és un component de la majoria dels heterotrímers la importància dels quals queda de manifest per la mort que s'observa en embrions que manquen de la proteïna, els quals són incapaces de formar una làmina basal. A més la laminina té diferents dominis funcionals, un dels quals presenta alta afinitat pel perlecà, altres pel nidògen i almenys dos pel receptor cel·lular de la laminina.
La composició exacta de la làmina basal varia d'un teixit a un altre, i fins i tot d'una regió a una altra en la mateixa làmina, però la majoria de les làmines basals madures contenen col·lagen de tipus IV, proteoglicans del tipus heparan sulfat (perlecà) i glicoproteïnes com la laminina i el nidògen.

## Laminina II
Estudis recents relacionen la laminina II, molt abundant en els nervis perifèrics i en el múscul estriat, com el lloc d'unió de Mycobacterium leprae (responsable de la lepra) essent aquesta laminina l'entrada d'acció d'aquesta malaltia.